# Bainbridge (Indiana)
Bainbridge és una població dels Estats Units a l'estat d'Indiana. Segons el cens del 2000 tenia 743 habitants.

## Demografia
Segons el cens del 2000, Bainbridge tenia 743 habitants, 284 habitatges, i 218 famílies. La densitat de població era de 754,9 habitants per km².
Dels 284 habitatges en un 39,8% hi vivien nens de menys de 18 anys, en un 59,2% hi vivien parelles casades, en un 13,7% dones solteres, i en un 22,9% no eren unitats familiars. En el 20,4% dels habitatges hi vivien persones soles el 8,1% de les quals corresponia a persones de 65 anys o més que vivien soles. El nombre mitjà de persones vivint en cada habitatge era de 2,62 i el nombre mitjà de persones que vivien en cada família era de 3.
Per edats la població es repartia de la següent manera: un 28% tenia menys de 18 anys, un 10% entre 18 i 24, un 30,7% entre 25 i 44, un 19,7% de 45 a 60 i un 11,7% 65 anys o més.
L'edat mediana era de 34 anys. Per cada 100 dones de 18 o més anys hi havia 88,4 homes.
La renda mediana per habitatge era de 36.852 $ i la renda mediana per família de 37.222 $. Els homes tenien una renda mediana de 27.917 $ mentre que les dones 21.172 $. La renda per capita de la població era de 14.231 $. Entorn del 4,8% de les famílies i el 5,5% de la població estaven per davall del llindar de pobresa.

## Poblacions més properes
El següent diagrama mostra les poblacions més properes.